# Uli Rapp
Uli Rapp (Ludwigsburg, 12 juni 1974) is een beeldend kunstenaar die actief is als ontwerper van sieraden en mode-accessoires.

## Biografie
Rapp is opgeleid aan de Fachhochschule Hildesheim (1996-1998), de Gerrit Rietveld Academie te Amsterdam (1998-2001) en aan het Sandberg Instituut (2001-2003). Zij heeft een atelier in Amsterdam en startte haar eigen label "Uli" in 2003. Rapp laat zich inspireren door onder meer 16e-eeuwse mode, Elizabeth I en trompe l'oeuils. Zij bedient zich van een techniek die zij zelf heeft ontwikkeld: met de hand bedrukt textiel van twee lagen katoen op hightech gel.